# Marcollin
Marcollin település Franciaországban, Isère megyében. Lakosainak száma 613 fő (2022. január 1.). Marcollin Lens-Lestang, Beaufort, Beaurepaire, Lentiol és Saint-Barthélemy községekkel határos.

## Népesség
A település népességének változása:
| Lakosok száma | 402  | 411  | 476  | 593  | 670  | 661  | 670  | 645  | 633  | 613  |
|               | 1968 | 1982 | 1990 | 2006 | 2013 | 2015 | 2017 | 2019 | 2020 | 2022 |